# Ilda Kepic
Ilda Kepic (født 17. Januar 1995) er en dansk/montenegrinsk håndboldspiller, som spiller venstre back for ŽRK Budućnost Podgorica og Montenegros kvindehåndboldlandshold. Hun har tidligere spillet for VIF Mors, Skive fH, Randers HK, Vendsyssel Håndbold, TTH Holstebro og Skövde HF i Sverige.
Hun blev udtaget til landstræner Bojana Popović' trup ved VM i kvindehåndbold 2021 i Spanien, hvor det montenegrinske hold blev nummer 22.